# Selah Tuthill
Selah Tuthill (* 26. Oktober 1771 in Blooming Grove, Provinz New York; † 7. September 1821 in Goshen, New York) war ein US-amerikanischer Politiker. Er vertrat 1821 den Bundesstaat New York im US-Repräsentantenhaus.

## Werdegang
Selah Tuthill wurde ungefähr zwei Jahre vor dem Ausbruch des Unabhängigkeitskrieges in Blooming Grove geboren und wuchs dort auf. Er besuchte öffentliche und Privatschulen. Politisch gehörte er der von Thomas Jefferson gegründeten Demokratisch-Republikanischen Partei an. Er vertrat 1805 den Ulster County und 1820 den Orange County in der New York State Assembly. Bei den Kongresswahlen des Jahres 1820 wurde Tuthill im sechsten Wahlbezirk von New York in das US-Repräsentantenhaus in Washington, D.C. gewählt, wo er am 4. März 1821 die Nachfolge von Walter Case antrat. Er starb am 7. September 1821 in Goshen und wurde auf dem Riverside Cemetery in Marlboro beigesetzt. Sein Neffe war der Kongressabgeordneter Joseph H. Tuthill.